# アチェ州

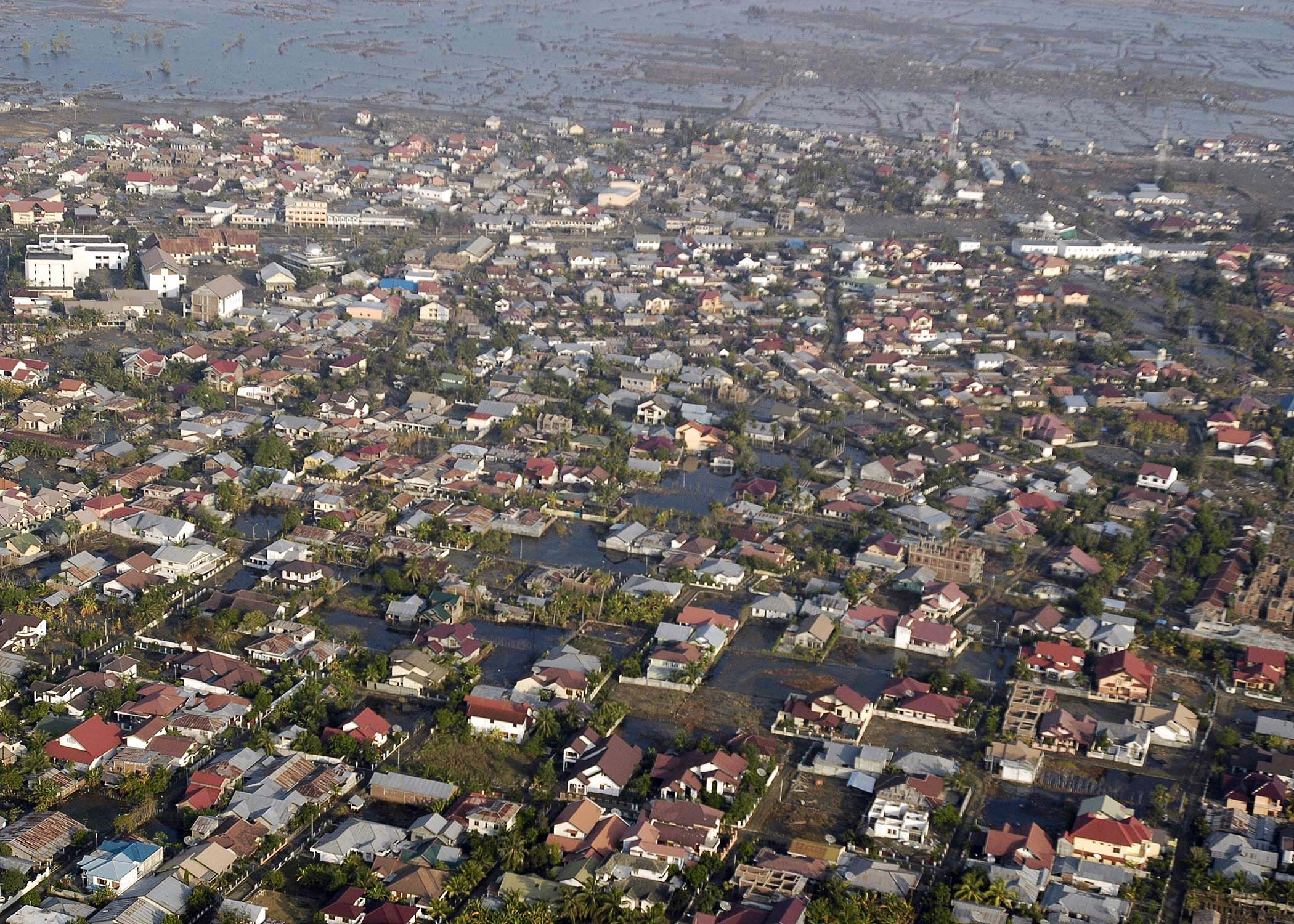
津波の被害を受けたアチェ

アチェ州（アチェしゅう、アチェ語:Acèh、インドネシア語: Aceh）は、インドネシアの州。スマトラ島北端に位置する。州都はバンダ・アチェ。

## 概要
アチェ州は2001年までは「アチェ特別州」、2002年から2009年までは「ナングロ・アチェ・ダルサラーム州」(Nanggröe Aceh Darussalam) と呼ばれていた。
サムドラ・パサイ王国やアチェ王国の時代からイスラーム教学の拠点としての歴史があり、インドネシアの中でもイスラーム信仰が強い地域である。古来から外部の支配者に対する激しい抵抗で知られ、オランダとは長いアチェ戦争を戦い、現在のインドネシア政府に対しても、自由アチェ運動が独立を要求して長い内戦状態にあったが、2004年12月26日に発生したスマトラ島沖地震による大津波でアチェが壊滅的な被害を受けたことを機に休戦。2005年8月15日に政府との間で和平協定が結ばれた。その後、独立放棄と武装解除に応じ、インドネシアの「州」であることに同意。アチェ語で国家を意味する「ナングロ」とアラビア語でイスラーム教的な幸福に満ちたという意味の「ダルサラーム」を削ることとなり、2009年4月の州知事令で、正式名称が「アチェ州」に改められた。
北東部をはじめ石油、天然ガスなど豊かな天然資源に恵まれるが、2004年末のスマトラ島沖地震に伴う大津波で州都バンダ・アチェを含む西海岸が甚大な被害を受けた。

## 地理
スマトラ北端に位置するアチェ州は西にインド洋、北にアンダマン海、東にマラッカ海峡に面し、南は北スマトラ州（州都メダン）と接する。
オランダ領東インド時代に民族独立運動のスローガンとなった「サバンからメラウケまで」にあるサバンは、アチェ州に属するウェ島の中心都市である。
アチェ地方は中央を走るバリサン山脈によって東西に大きく二分され、その東側に肥沃な低地平野が広がり、コメの一大生産地として人口が集中している。西側は狭小に密林が連なると同時に海岸線が迫り、居住人口は少ない。
気候は、1年を通じて雨が降り、12月から3月の西風と6月から9月の南東風によって雨季と乾季を区別している。

## 文化

### 民族・言語
アチェ地方には、アチェ人、ガヨ人、アラス人を始めとするマレー系諸民族が住む。そのうち人口の約90%を占めるアチェ人は、一般にスンナ派の中でもシャーフィイー学派に属するムスリムであり、アチェ人の村落集合体の単位であるムキム (mukim) には少なくとも一つのモスクがある。
アチェ地域にはマレー系民族以外にアラブ人の子孫（ハドラミー）も多い。またアチェ・ジャヤ地方には青い目と金髪の白人の子孫も住む。
アチェ地方には、大きく分けて4つの言語（アチェ語、ガヨ・アラス語、アヌック・ジャメー語、タミアン語）の他にも各地に方言があり、いずれもオストロネシア語族（ジャワ語もこれに含まれる）に属するとはいうものの、互いに意思を疎通することは難しい。
文字は、イスラームのアチェ到来とともにもたらされたジャウィ文字（ムラユ式アラビア文字）を使用している。しかし、インドネシアの独立後、国語と定められたインドネシア語での教育・行政サービスが定着するとともに、アチェでもジャウィ文字よりもラテン文字を使用する世代の割合が急速に高まった。

### 文学
ヒカヤットと呼ばれるジャウィ文字のマレー語で書かれた17世紀のアチェ王国の歴史、外交、国内の対立、戦争、イスラーム教や住民の生活などに関する、1人の人生に主眼を置く独特な説話集が存在する。2023年にインドネシア国内とオランダに散在する3つの写本が世界の記憶に登録された。

## 司法
インドネシアで唯一イスラム法（シャリーア）に基づく州条例を制定する自治権が認められており、飲酒、賭博、売春などイスラム法に違反した者はカーディー裁判によって裁かれる。元来保守派イスラム教徒の住民が大半を占めていることから、インドネシアの他の州に比べて厳しいイスラム法が実施されている。
2009年にアチェ州議会でズィナーの罪に石打ち刑を科す条例が可決された。通常の警察のほか、シャリーア警察が存在し、「不道徳行為」を行っている人はいないかをパトロールしている。
2015年以降シャリーアの対象がムスリム以外にも適用されるようになり、キリスト教徒が酒を販売したとして、鞭打ちに処されたこともある。

## 行政区画

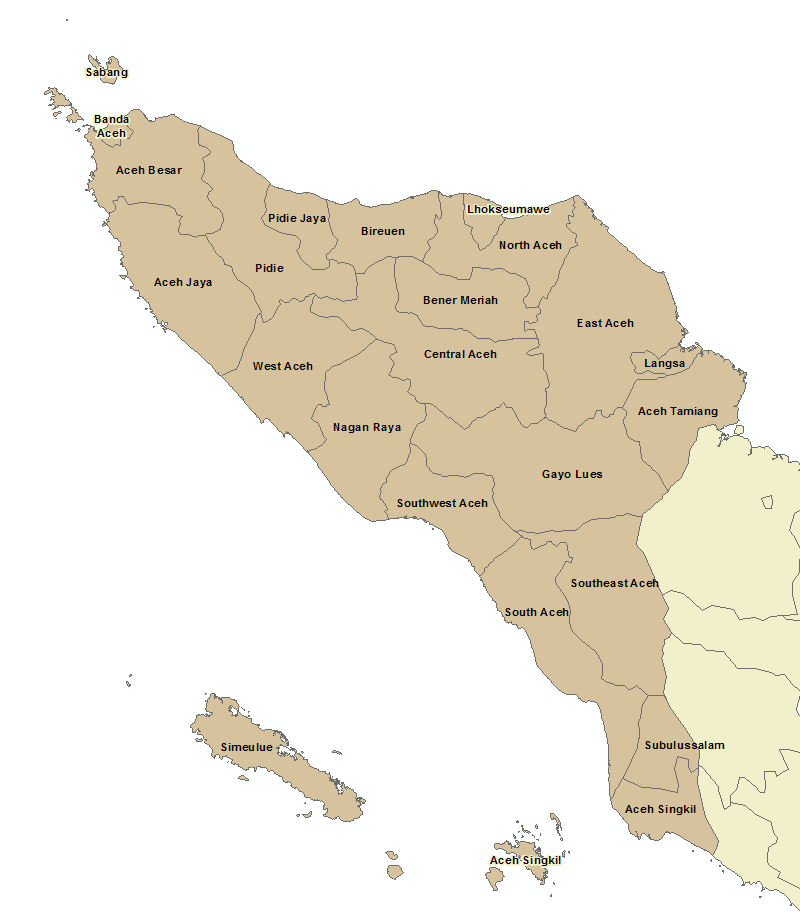
アチェ州の市と県

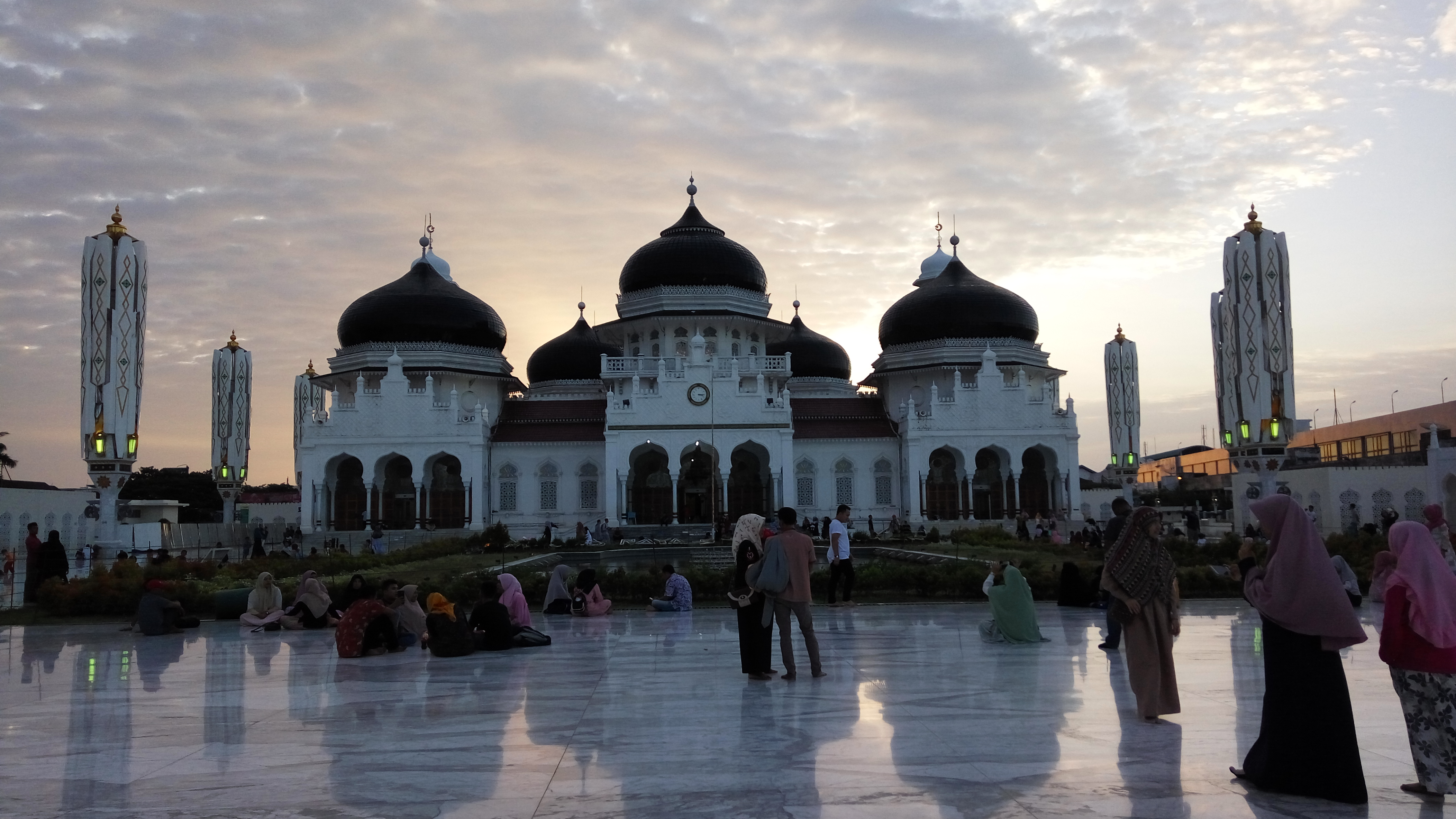
バイトゥラマン グランド モスク

アチェ州を構成する地方行政区画は以下の通り。便宜上、5つの地区に分けて列挙する。
- バンダアチェ周辺部

1. 大アチェ県（英語版） - （ジャンソー（英語版））
2. バンダ・アチェ市

- 島嶼部

1. サバン市
2. シムル県（英語版） - （シナバン（英語版））
3. アチェ・シンキル県（英語版） - （シンキル（英語版））

- 北海岸部

1. ピディ県（英語版） - （シグリ（英語版））
2. ピディ・ジャヤ県 – (メウレウドゥ（英語版）)
3. ビルン県（英語版） - （ビリューエン（英語版））
4. バイトゥラマン グランド モスク北アチェ県（英語版） - （ロッスコン（英語版））
5. ロクスマウェ市
6. 東アチェ県（英語版） - （イディ・ラユー（英語版））
7. ランサ市
8. アチェ・タミアン県（英語版） - （カラン・バル（英語版））

- 西南海岸部

1. アチェ・ジャヤ県（英語版） - （カラン（英語版））
2. 西アチェ県（英語版） - （ミューラボー（英語版））
3. ナガン・ラヤ県（英語版） - （スカ・マッムエ（英語版））
4. 南西アチェ県（英語版） - （ブランピディ（英語版））
5. 南アチェ県（英語版） - （タパチュアン（英語版））

- 内陸部

1. ベネル・ムリア県（英語版） - （シンパン・ティガ・レデロン（英語版））
2. 中アチェ県（英語版） - （タケンゴン（英語版））
3. ガヨ・ルス県（英語版） - （ブランケジェレン（英語版））
4. 東南アチェ県（英語版） - （コタチャネ（英語版））
5. スブルッサラム市（英語版）

## 歴史

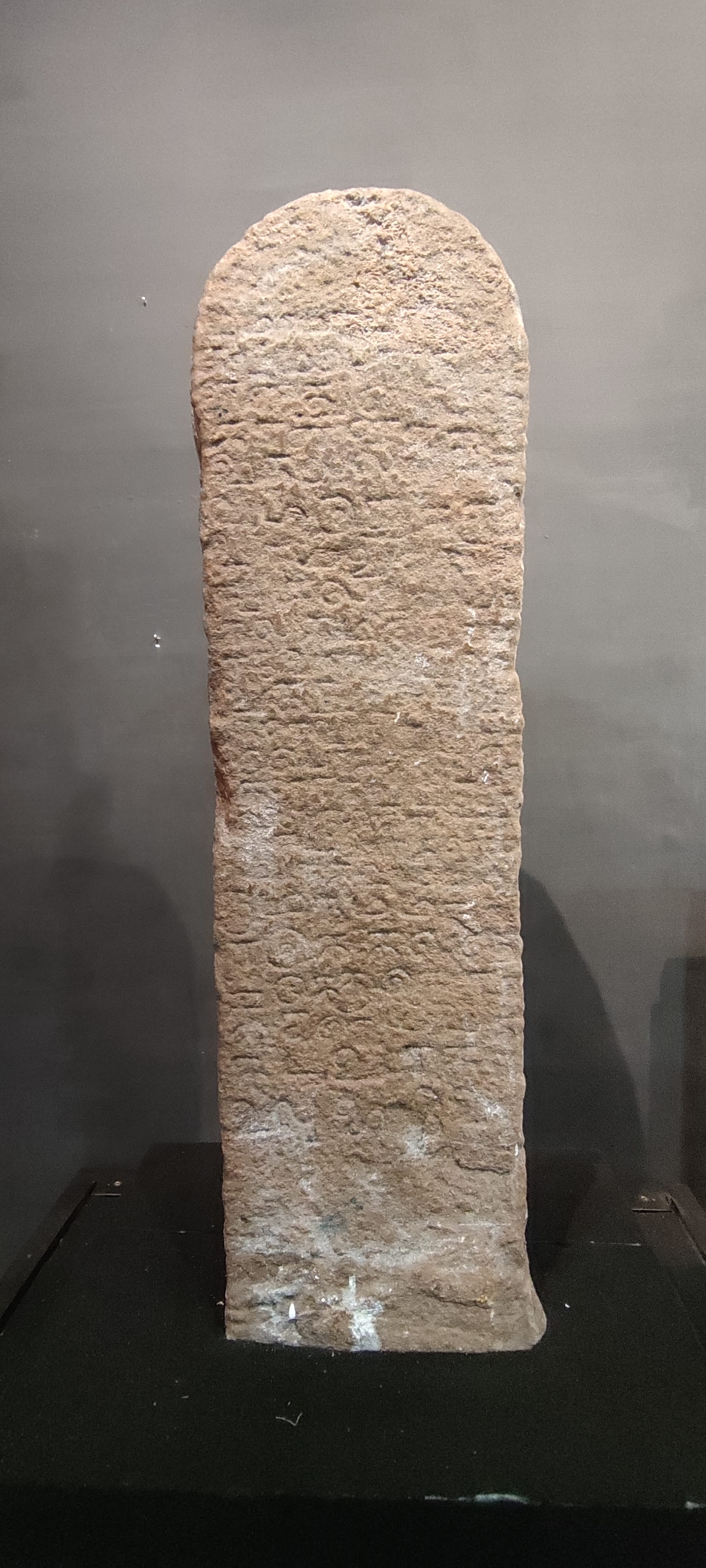
アチェ博物館に保管されているノイスの碑文

インド洋に面するアチェは東南アジアで最も早くイスラームを受容した地域である（サムドラ・パサイ王国）。15世紀末にマジャパヒト王国から独立したアチェ王国はスマトラの胡椒貿易を独占し、オスマン帝国と結んで、ポルトガルの要塞となったマラッカをしばしば攻撃した (en:Ottoman expedition to Aceh)。スルタン・イスカンダル・ムダ（在位：1607年 – 1636年）の時代に最盛期を迎えたが、その後4人の女王が続いて衰え、アラブ系、ブギス系の王を擁立した。
1824年にオランダとイギリスの間で結ばれた英蘭協約では、マラッカ海峡を挟む地域の両者の勢力圏を確定することになったが、ここではアチェの独立を尊重することが決められていた。
19世紀中頃、オランダが北スマトラの現在のメダン周辺のディリ地区にタバコのプランテーションを開いたが、北のアチェ王国と南のシアク王国が、この地域の諸王国の宗主権を主張していた。シアク王国は、1858年にオランダの保護下に入ったが、アチェは独立を保っていたので、両者の対立は次第に深まっていった。
1873年オランダ植民地政府はアチェ王国に宣戦布告し、1874年ケラー将軍率いる軍隊が沿海部を制圧したが、内陸部ではアチェ軍のゲリラ的抵抗が続き、ケラー将軍を戦死させた。オランダの第二次遠征軍はスルタンの王宮を占領することに成功したが、スルタンは脱出して捕虜となるのを免れた。その後もアチェ軍のゲリラ的抵抗は果てしなく続き、オランダは1880年アチェ戦争終結を宣言して、占領地域の防衛に専念した。1883年イギリス船がアチェ軍支配地域に漂着したため、戦争が再開され、1904年になってようやく完全平定された。この戦争によるアチェ側の被害は戦死5万から10万、負傷100万以上と推定されている。オランダ側も総計1万以上の死者を出した。
1942年オランダ領東インド全域を占領した日本軍をアチェ側は当初解放軍として歓迎し日本軍も独立運動に着手した、のちの独立運動時に元日本軍がこの地でオランダ軍と戦闘になり死亡している。1949年インドネシアがオランダから独立すると、スカルノ大統領の政府はアチェを北スマトラ州に併合、アチェ人はこれを外国の占領とみなし抵抗した。このため、インドネシア共和国政府は1959年アチェを特別州とし、高度な自治を認めたが、抵抗運動はなお続いた。

アチェ・スマトラ国の国旗

とりわけアチェ自治州が埋蔵する石油や天然ガスはインドネシア共和国政府と契約した外国企業によって採掘が行われているため、これらの資源収入がインドネシア政府に吸い上げられ、アチェ側は地元に利益が還元されないことへの不満が強く、宗教的にもジャカルタ政府の世俗主義的政策は保守的なムスリムであるアチェ人の反発を引き起こした。このためアチェの分離独立を要求する自由アチェ運動が高潮した。旧スハルト政権時代の1976年12月4日、自由アチェ運動 (GAM: Gerakan Aceh Merdeka) がピディ県の山中でアチェ・スマトラ国の独立を宣言し、1979年にはスウェーデンに亡命政府を樹立している。政府軍が鎮圧作戦を展開し、民間人を含む1万5千人が犠牲になったと言われている。
メガワティ大統領の政府は2002年アチェ特別州を「ナングロ・アチェ・ダルサラーム」州と改称し、アチェの特別な地位を認めて自由アチェ運動と和平協定を成立させたが、2003年に協定は破れ、戒厳令を布告したインドネシア国軍との本格的戦闘に発展した。このような情勢のなかで2004年末の津波大被害が発生したため、インドネシア政府は一時的停戦を宣言したが、一部で戦闘はなお継続した。
2004年末にアチェ自治州は最も深刻な地震・津波被害を受けた。この被害をきっかけにフィンランドで和平交渉を開始した。自由アチェ運動 (GAM) は独立要求を取り下げ武装解除にも応じ、インドネシア政府は軍の撤退とアチェ州での地方政党樹立を認め、和平協定合意が実現。
2005年8月15日、フィンランドのヘルシンキにおいて自由アチェ運動とインドネシア政府との間で和平協定であるヘルシンキ和平合意に調印した。
2006年8月15日、29年間にわたる武力紛争の終結から1周年を迎えた。州都バンダアチェでは祝賀集会が催された。一方で、自由アチェ運動とその支持者には2006年7月にインドネシア国会が採択したアチェ自治政府法への強い不満があり、バンダ・アチェのモスク（イスラム教礼拝所）前で約1万人が参加して抗議集会とデモが行われた。自治政府法の下で2006年12月11日には州知事などの自治体首長の選挙が行われた。

## 関連文献
- テゥク・シャムスディン 「アチェの文化」、クンチャラニングラット編、加藤剛・土屋健治・白石隆訳 『インドネシアの諸民族と文化』、めこん、1980年（原著、Koentjaraningrat ed., Manusia dan Kebudayaan di Indonesia, Jakarta, Djambatan, 1971）
- Tapol（著）・南風島渉（翻訳）『暗黒のアチェ―インドネシア軍による人権侵害』インドネシア民主化支援ネットワーク、2001年
- 佐伯奈津子『アチェの声』コモンズ、2005年
- 豊田直巳『写真集 大津波アチェの子供たち』第三書館、2005年
- 藤谷健（文）・アチェフォトジャーナリストクラブ『TSUNAMIをこえて―スマトラ沖地震とアチェの人びと』ポプラ社、2006年